# Антела (Фиренца)
Антела је насеље у Италији у округу Фиренца, региону Тоскана.
Према процени из 2011. у насељу је живело 2831 становника. Насеље се налази на надморској висини од 121 м.